# TAD
TAD – amerykański zespół muzyczny pochodzący z Seattle w stanie Waszyngton.
Był jednym z pierwszych zespołów, które wyszły poza Seattle w epoce muzyki grunge. Na ich muzykę wpływ miały zespoły metalowe z lat siedemdziesiątych. Ich komercyjny sukces był raczej skromny, lecz mimo to ich muzyka wciąż doceniana jest przez fanów tego gatunku muzycznego. W 1993 roku grupa występowała na trasie "Down in Your Hole Tour", jako support grupy Alice in Chains, również wywodzącej się z Seattle. Zespół grał w latach 1988-1999.

## Skład
- Tad Doyle (Thomas Doyle) – gitara, wokal
- Gary Thorstensen – gitara (1988–1994)
- Kurt Danielson – gitara basowa
- Steve Wied (Steven Wiederhold) – perkusja (1988–1991)
- Rey Washam – perkusja (1991–1992)
- Josh Sinder – perkusja (1993–1996)
- Mike Mongrain – perkusja (1996–1999)

## Dyskografia

### Albumy
- God's Balls (Sub Pop, 1989).
- Salt Lick/God's Balls (Sub Pop, 1990).
- 8-Way Santa (Sub Pop, 1991).
- Inhaler (Giant/Warner Bros. Records, 1993).
- Live Alien Broadcasts (Futurist Records, 1994).
- Infrared Riding Hood (EastWest/Elektra Records, 1995).

### Single/EPki
- Daisy/Ritual Device (Sub Pop, 1988).
- Tad Damaged I -- Pussy Galore Damaged II (Sub Pop, 1989).
- Wood Goblins 12" (Glitterhouse Records, 1989).
- Loser/Cooking With Gas (Sub Pop, 1990).
- Salt Lick EP (Sub Pop, 1990).
- Jinx/Pig Iron (Sub Pop, 1990).
- Jack Pepsi (Sub Pop, 1991).
- Lycantrope/Just Bought The Farm (Pusmort Records, 1992).
- Salem/Welt (Sub Pop, 1993).
- Leafy Incline/Pale Corkscrew (Giant/Warner Bros. Records, 1993).
- Dementia (EastWest/Elektra Records, 1995).
- Red Eye Angel/Bludge (EastWest/Elektra Records, 1995).
- Obscene Hand/Kevorkian's Holiday (Amphetamine Reptile Records, 1997).
- Oppenheimer's Pretty Nightmare/Accident On the Way to Church (Up Records, 1998).